# Горн (Новосибірська область)
Горн (рос. Горн) — присілок у Болотнинському районі Новосибірської області Російської Федерації.
Входить до складу муніципального утворення Світлополянська сільрада. Населення становить 115 осіб (2010).

## Історія
Згідно із законом від 2 червня 2004 року органом місцевого самоврядування є Світлополянська сільрада.

## Населення
| 2002 | 2007 | 2010 |
| ---- | ---- | ---- |
| 109  | →109 | ↗115 |